# Your Move
Your Move è l'undicesimo album in studio del gruppo musicale statunitense America, pubblicato nel 1983.

## Tracce
1. My Kinda Woman (Russ Ballard) – 3:08
2. She's A Runaway (Ballard) – 4:11
3. Cast The Spirit (Ballard) – 4:06
4. Love's Worn Out Again (Gerry Beckley, Bill Mumy) – 3:35
5. The Border (Ballard, Dewey Bunnell) – 3:59
6. Your Move (Terry Shaddick, Steve Kipner) – 3:19
7. Honey (Ballard) – 3:48
8. My Dear (Bunnell) – 4:23
9. Tonight Is For Dreamers (Ballard) – 3:20
10. Don't Let Me Be Lonely (Ballard) – 3:23
11. Someday Woman (Beckley, Mumy, Robert Haimer) – 3:51